# Cintano
Cintano (piemontesisch Sintan) ist eine italienische Gemeinde in der Metropolitanstadt Turin (TO), Region Piemont.

## Lage und Einwohner
Cintano liegt knapp 50 km nördlich von Turin. Das Gemeindegebiet umfasst eine Fläche von 4 km² und hat 245 Einwohner (Stand 31. Dezember 2023). 
Die Nachbargemeinden sind Castellamonte, Colleretto Castelnuovo und Castelnuovo Nigra.